# Danh sách tỉnh thành Việt Nam có biên giới với Lào
Việt Nam là một lãnh thổ có hình chữ S nằm trên bán đảo Đông Dương thuộc khu vực Đông Nam Châu Á. Phía Bắc giáp Trung Quốc, phía Tây giáp Lào và Campuchia, có đường biên giới chung với 3 nước lân cận là 4.639 km. Biên giới phía tây bắc của Việt Nam giáp với Lào có chiều dài trên đất liền là 2.067 km.
Sau đây là danh sách các địa phương thuộc 9 tỉnh và thành phố trực thuộc trung ương của Việt Nam có chung đường biên giới với các tỉnh phía Lào, xếp theo vị trí từ Bắc xuống Nam.

## Danh sách các tỉnh và thành phố giáp biên với Lào
| STT | Tên tỉnh (Đường biên) | Xã giáp ranh  | Tên tỉnh Lào                            | Chú thích                                    |
| --- | --------------------- | ------------- | --------------------------------------- | -------------------------------------------- |
| 01  | Điện Biên (360 km)    | Sín Thầu      | Phongsali                               | Xã Sín Thầu vừa giáp Lào vừa giáp Trung Quốc |
| 01  | Điện Biên (360 km)    | Mường Nhé     | Phongsali                               |                                              |
| 01  | Điện Biên (360 km)    | Nậm Kè        | Phongsali                               |                                              |
| 01  | Điện Biên (360 km)    | Quảng Lâm     | Phongsali                               |                                              |
| 01  | Điện Biên (360 km)    | Nậm Nhừ       | Phongsali                               |                                              |
| 01  | Điện Biên (360 km)    | Nà Hỳ         | Phongsali                               |                                              |
| 01  | Điện Biên (360 km)    | Nà Bủng       | Phongsali                               |                                              |
| 01  | Điện Biên (360 km)    | (Nà Hỳ)       | Phongsali                               |                                              |
| 01  | Điện Biên (360 km)    | Mường Chà     | Phongsali                               |                                              |
| 01  | Điện Biên (360 km)    | Si Pa Phìn    | Phongsali                               |                                              |
| 01  | Điện Biên (360 km)    | Na Sang       | Phongsali                               |                                              |
| 01  | Điện Biên (360 km)    | Mường Pồn     | Phongsali                               |                                              |
| 01  | Điện Biên (360 km)    | Thanh Nưa     | Phongsali                               |                                              |
| 01  | Điện Biên (360 km)    | Thanh Yên     | Phongsali                               |                                              |
| 01  | Điện Biên (360 km)    | Sam Mứn       | Phongsali                               |                                              |
| 01  | Điện Biên (360 km)    | Luangprabang  |                                         |                                              |
| 01  | Điện Biên (360 km)    | Núa Ngam      |                                         |                                              |
| 01  | Điện Biên (360 km)    | Mường Nhà     |                                         |                                              |
| 02  | Sơn La (250 km)       | Mường Lèo     |                                         |                                              |
| 02  | Sơn La (250 km)       | Mường Lèo     | Huaphanh                                |                                              |
| 02  | Sơn La (250 km)       | Sốp Cộp       |                                         |                                              |
| 02  | Sơn La (250 km)       | Mường Lạn     |                                         |                                              |
| 02  | Sơn La (250 km)       | Chiềng Khoong |                                         |                                              |
| 02  | Sơn La (250 km)       | Mường Hung    |                                         |                                              |
| 02  | Sơn La (250 km)       | Chiềng Khương |                                         |                                              |
| 02  | Sơn La (250 km)       | Phiêng Pằn    |                                         |                                              |
| 02  | Sơn La (250 km)       | Yên Sơn       |                                         |                                              |
| 02  | Sơn La (250 km)       | Phiêng Khoài  |                                         |                                              |
| 02  | Sơn La (250 km)       | Lóng Phiêng   |                                         |                                              |
| 02  | Sơn La (250 km)       | Lóng Sập      |                                         |                                              |
| 02  | Sơn La (250 km)       | Chiềng Sơn    |                                         |                                              |
| 02  | Sơn La (250 km)       | Xuân Nha      |                                         |                                              |
| 03  | Thanh Hóa (192 km)    | Tam Chung     |                                         |                                              |
| 03  | Thanh Hóa (192 km)    | Mường Lát     |                                         |                                              |
| 03  | Thanh Hóa (192 km)    | Quang Chiểu   |                                         |                                              |
| 03  | Thanh Hóa (192 km)    | Mường Chanh   |                                         |                                              |
| 03  | Thanh Hóa (192 km)    | Pù Nhi        |                                         |                                              |
| 03  | Thanh Hóa (192 km)    | Trung Lý      |                                         |                                              |
| 03  | Thanh Hóa (192 km)    | Hiền Kiệt     |                                         |                                              |
| 03  | Thanh Hóa (192 km)    | Sơn Thủy      |                                         |                                              |
| 03  | Thanh Hóa (192 km)    | Na Mèo        |                                         |                                              |
| 03  | Thanh Hóa (192 km)    | Mường Mìn     |                                         |                                              |
| 03  | Thanh Hóa (192 km)    | Tam Thanh     |                                         |                                              |
| 03  | Thanh Hóa (192 km)    | Tam Lư        |                                         |                                              |
| 03  | Thanh Hóa (192 km)    | Yên Khương    |                                         |                                              |
| 03  | Thanh Hóa (192 km)    | Bát Mọt       |                                         |                                              |
| 04  | Nghệ An (419 km)      | Thông Thụ     |                                         |                                              |
| 04  | Nghệ An (419 km)      | Quế Phong     |                                         |                                              |
| 04  | Nghệ An (419 km)      | Tri Lễ        |                                         |                                              |
| 04  | Nghệ An (419 km)      | Nhôn Mai      |                                         |                                              |
| 04  | Nghệ An (419 km)      | Mỹ Lý         |                                         |                                              |
| 04  | Nghệ An (419 km)      | Keng Đu       | Xiengkhuang                             |                                              |
| 04  | Nghệ An (419 km)      | Na Loi        | Xiengkhuang                             |                                              |
| 04  | Nghệ An (419 km)      | Nậm Cắn       | Xiengkhuang                             |                                              |
| 04  | Nghệ An (419 km)      | Mường Xén     | Xiengkhuang                             |                                              |
| 04  | Nghệ An (419 km)      | Mường Típ     | Xiengkhuang                             |                                              |
| 04  | Nghệ An (419 km)      | Na Ngoi       | Xiengkhuang                             |                                              |
| 04  | Nghệ An (419 km)      | Borikhamxay   |                                         |                                              |
| 04  | Nghệ An (419 km)      | Tam Thái      |                                         |                                              |
| 04  | Nghệ An (419 km)      | Tam Quang     |                                         |                                              |
| 04  | Nghệ An (419 km)      | Châu Khê      |                                         |                                              |
| 04  | Nghệ An (419 km)      | Môn Sơn       |                                         |                                              |
| 04  | Nghệ An (419 km)      | Anh Sơn       |                                         |                                              |
| 04  | Nghệ An (419 km)      | Hạnh Lâm      |                                         |                                              |
| 04  | Nghệ An (419 km)      | Sơn Lâm       |                                         |                                              |
| 04  | Nghệ An (419 km)      | Kim Bảng      |                                         |                                              |
| 05  | Hà Tĩnh (163 km)      | Sơn Hồng      |                                         |                                              |
| 05  | Hà Tĩnh (163 km)      | Sơn Kim 1     |                                         |                                              |
| 05  | Hà Tĩnh (163 km)      | Sơn Kim 2     |                                         |                                              |
| 05  | Hà Tĩnh (163 km)      | Vũ Quang      |                                         |                                              |
| 05  | Hà Tĩnh (163 km)      | Khammuane     |                                         |                                              |
| 05  | Hà Tĩnh (163 km)      | Hòa Hải       |                                         |                                              |
| 05  | Hà Tĩnh (163 km)      | Hương Khê     |                                         |                                              |
| 05  | Hà Tĩnh (163 km)      | Hương Xuân    |                                         |                                              |
| 06  | Quảng Trị (408 km)    | Tuyên Lâm     |                                         |                                              |
| 06  | Quảng Trị (408 km)    | Dân Hóa       |                                         |                                              |
| 06  | Quảng Trị (408 km)    | Kim Điền      |                                         |                                              |
| 06  | Quảng Trị (408 km)    | Kim Phú       |                                         |                                              |
| 06  | Quảng Trị (408 km)    | Thượng Trạch  |                                         |                                              |
| 06  | Quảng Trị (408 km)    | Trường Sơn    |                                         |                                              |
| 06  | Quảng Trị (408 km)    | Kim Ngân      |                                         |                                              |
| 06  | Quảng Trị (408 km)    | Savannakhet   |                                         |                                              |
| 06  | Quảng Trị (408 km)    | Hướng Lập     |                                         |                                              |
| 06  | Quảng Trị (408 km)    | Hướng Phùng   |                                         |                                              |
| 06  | Quảng Trị (408 km)    | Lao Bảo       |                                         |                                              |
| 06  | Quảng Trị (408 km)    | Lìa           |                                         |                                              |
| 06  | Quảng Trị (408 km)    | A Dơi         |                                         |                                              |
| 06  | Quảng Trị (408 km)    | Saravane      |                                         |                                              |
| 06  | Quảng Trị (408 km)    | Đakrông       |                                         |                                              |
| 06  | Quảng Trị (408 km)    | Tà Rụt        |                                         |                                              |
| 06  | Quảng Trị (408 km)    | La Lay        |                                         |                                              |
| 07  | Huế (88 km)           | A Lưới 1      |                                         |                                              |
| 07  | Huế (88 km)           | A Lưới 2      |                                         |                                              |
| 07  | Huế (88 km)           | A Lưới 3      |                                         |                                              |
| 07  | Huế (88 km)           | Sekong        |                                         |                                              |
| 07  | Huế (88 km)           | A Lưới 4      |                                         |                                              |
| 07  | Huế (88 km)           | A Lưới 5      |                                         |                                              |
| 08  | Đà Nẵng (140 km)      | A Vương       |                                         |                                              |
| 08  | Đà Nẵng (140 km)      | Tây Giang     |                                         |                                              |
| 08  | Đà Nẵng (140 km)      | Hùng Sơn      |                                         |                                              |
| 08  | Đà Nẵng (140 km)      | La Êê         |                                         |                                              |
| 08  | Đà Nẵng (140 km)      | La Dêê        |                                         |                                              |
| 08  | Đà Nẵng (140 km)      | Đắc Pring     |                                         |                                              |
| 09  | Quảng Ngãi (154,2 km) | Đăk Plô       |                                         |                                              |
| 09  | Quảng Ngãi (154,2 km) | Đăk Long      |                                         |                                              |
| 09  | Quảng Ngãi (154,2 km) | Attapeu       |                                         |                                              |
| 09  | Quảng Ngãi (154,2 km) | Dục Nông      |                                         |                                              |
| 09  | Quảng Ngãi (154,2 km) | Bờ Y          | Xã Bờ Y vừa giáp Lào vừa giáp Campuchia |                                              |